# Conservatória (Valença)
Conservatória é o sexto distrito do município de Valença, no estado do Rio de Janeiro. Localiza-se a 142 quilômetros da cidade do Rio de Janeiro, 28 quilômetros de Barra do Piraí e 34 quilômetros da sede municipal de Valença.
De acordo com o Censo 2010 do IBGE, o distrito possui uma população de 4.182 habitantes. Conservatória está situada em um vale da Serra do Rio Bonito, com uma área aproximada de 240 km², e faz divisa com o estado de Minas Gerais, os distritos de Santa Isabel do Rio Preto, Parapeúna, Pentagna, a sede de Valença e o município de Barra do Piraí.
O distrito é conhecido por suas serenatas, uma tradição preservada pelo turismo, e por relatos de avistamentos de OVNIs na Serra da Beleza.

## História
Conservatória desenvolveu-se durante o ciclo do café no século XIX, sendo um ponto importante na produção e escoamento do café, transportado por uma ferrovia que ligava Minas Gerais à cidade do Rio de Janeiro. A antiga estação ferroviária, inaugurada em 1883 por Dom Pedro II, é hoje a rodoviária do distrito.
O centro histórico de Conservatória, projetado pelo engenheiro italiano Cezar Capolino em 1838, é considerado a primeira urbanização planejada do Brasil, com ruas dispostas em formato triangular.

### Trabalho escravo
Durante o ciclo do café, Conservatória, então chamada de Santo Antônio do Rio Bonito, utilizou intensivamente o trabalho escravo. Construções coloniais do século XVIII e século XIX, como a Ponte dos Arcos e o Túnel Que Chora, foram erguidas por escravos, utilizando técnicas como a mistura de óleo de baleia com argila nas ligas das pedras.

### Serenatas
A tradição das serenatas em Conservatória ganhou força no final do século XIX e foi consolidada na década de 1950 por José Borges de Freitas Netto, Joubert Cortines de Freitas e Luiz Gonzaga Pinto Magalhães. Eles iniciaram o hábito de instalar placas nas fachadas das casas com nomes de músicas e autores de serestas, promovendo apresentações musicais pelas ruas. As serenatas ocorrem às sextas e sábados, a partir das 23h, na Casa de Cultura e na Travessa Professora Geralda Fonseca, conhecida como "Rua do Meio". A Solarata, realizada nas manhãs de domingo, também atrai turistas.

### Fazenda Florença
Fundada no século XIX pela família Teixeira Leite, a Fazenda Florença é um marco do ciclo do café. Sua sede, construída em 1852, apresenta arquitetura neoclássica e organiza saraus históricos com personagens caracterizados da época imperial, além de oferecer visitações com gastronomia típica.

### Teatro Sonora
Inaugurado em 2011 por Juliana Maia, o Teatro Sonora, localizado no centro histórico, promove espetáculos de música popular brasileira. O espaço conta com uma "calçada da fama" e uma cafeteria, homenageando ícones como Elis Regina e Cartola. O teatro também apoia o Centro Cultural Juliana Maia, que oferece projetos musicais gratuitos para crianças e jovens da comunidade.

## Avistamento de OVNIs
A Serra da Beleza, na divisa com Santa Isabel do Rio Preto, é conhecida por relatos de avistamentos de OVNIs. O ufólogo Marco Antônio Petit registrou mais de 400 depoimentos e fotografou um suposto OVNI em 1982.